# Махров, Алексей Григорьевич

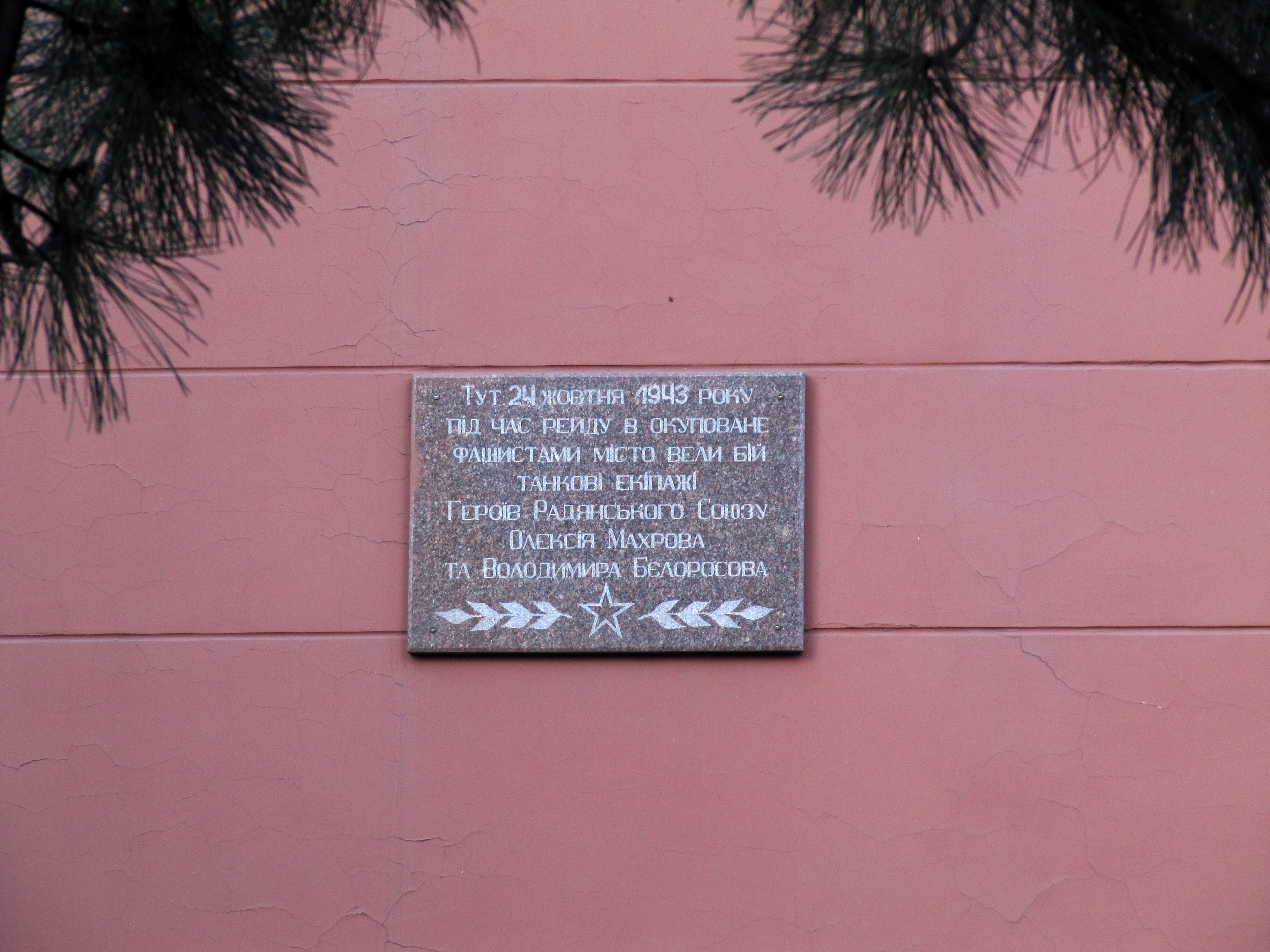
Памятная доска на корпусе Криворожского национального университета

Алексе́й Григо́рьевич Махро́в (7 ноября 1919, Оброчное — 16 января 1979, Рига) — советский танкист, подполковник Советской армии, участник Великой Отечественной войны, Герой Советского Союза (1944).

## Биография
Родился 7 ноября 1919 года в селе Оброчное (ныне — Атюрьевский район Мордовии) в крестьянской семье. Русский.
После окончания средней школы работал учителем в селе Кишалы Атюрьевского района. В 1939 году Махров был призван на службу в Рабоче-крестьянскую Красную армию. Член ВКП(б) с 1941 года. В 1941 году окончил Бобруйское военное автотракторное училище, в 1942 году — курсы усовершенствования командного состава. С июня 1942 года — на фронтах Великой Отечественной войны. В боях дважды был ранен.
К октябрю 1943 года лейтенант Алексей Махров командовал танковой ротой 181-й танковой бригады (18-го танкового корпуса, 5-й гвардейской танковой армии, 2-го Украинского фронта). Отличился во время освобождения Днепропетровской области Украинской ССР. В октябре 1943 года рота Махрова принимала активное участие в боях за освобождение станции Зелёное и деревни Зелёный Луг Пятихатского района. В боях на подступах к Кривому Рогу подбил 2 тяжёлых танка. Всего в тех боях Махров со своим экипажем уничтожил 4 танка, 3 самоходных артиллерийских орудия, 2 бронетранспортёра, несколько десятков солдат и офицеров противника, сам был ранен, но продолжал сражаться.
Указом Президиума Верховного Совета СССР от 10 марта 1944 года за «мужество и героизм, проявленные в боях по освобождению правобережной Украины» лейтенант Алексей Махров был удостоен высокого звания Героя Советского Союза с вручением ордена Ленина и медали «Золотая Звезда».
После окончания войны Махров продолжил службу в Советской армии. В 1965 году в звании подполковника был уволен в запас. Проживал в Риге, работал инженером. Скончался 16 января 1979 года. Похоронен на кладбище Райниса.

## Награды
- Медаль «Золотая Звезда» (10 марта 1944);
- Орден Ленина (10 марта 1944);
- трижды Орден Красной Звезды;
- Медаль «За взятие Будапешта»;
- Медаль «За взятие Вены».